# Alison Riskeová-Amritrajová
Alison Riskeová-Amritrajová (rozená Riske, * 3. července 1990 Pittsburgh, Pensylvánie) je americká profesionální tenistka, neaktivní od druhé poloviny sezóny 2023. Ve své dosavadní kariéře na okruhu WTA Tour vyhrála tři singlové turnaje, když triumfovala na Tianjin Open 2014, Libéma Open 2019 a Upper Austria Ladies Linz 2021. V rámci okruhu ITF získala devět titulů ve dvouhře a jeden ve čtyřhře.
Na žebříčku WTA byla nejvýše ve dvouhře klasifikována v listopadu 2019 na  18. místě a ve čtyřhře v lednu 2020 na 40. místě. Trénuje ji Thomas Gutteridge. Dříve tuto roli plnili Yves Boulais a Billy Heiser.
V americkém fedcupovém týmu debutovala v roce 2014 čtvrtfinálem Světové skupiny proti Itálii, v němž prohrála dvouhru s Karin Knappovou. Italky zvítězily 3:1 na zápasy. Ve finále Světové skupiny 2017 proti Bělorusku se stala členkou vítězného družstva. V pražském finále Fed Cupu 2018 s Českou republikou pak odešla poražena ze sobotní dvouhry. Češky vyhrály 3:0 na zápasy. Do roku 2025 v soutěži nastoupila ke pěti mezistátním utkáním s bilancí 2–2 ve dvouhře a 0–1 ve čtyřhře.

## Soukromý život
Narodila se roku 1990 v Pittsburghu do rodiny Ala a Carol Riskeových. Tenis začala hrát ve třech letech. Otec pracoval v Tajné službě a poté jako vyšetřovatel FBI. Matka byla profesí pedagožka. Sestra Sarah Riseková v tenise prožila krátkou profesionální kariéru, s nejvyšším postavením v singlovém žebříčku WTA na 372. místě. Bratr Dan Riske nastupoval za univerzitní tenisový tým West Liberty State a následně se stal účetním.
Po Pennsylvania Cyber Charter School vystudovala střední školu Peters Township High School, kde vedla dívčí tenisový tým. Trofej z národního antukového mistrovství Spojených států USTA National Collegiate Clay Court Championship 2007 jí zajistila divokou kartu do kvalifikace US Open, kde na úvod vyřadila Soranu Cîrsteaovou a poté podlehla Julii Dittyové. Na počátku roku 2008 vystoupala na 1. místo celostátní žebříčku juniorek v kategorii 18letých.
V závěru července 2019 se v Pittsburghu vdala za bývalého amerického tenistu reprezentujícího Indii Stephena Amritraje, jehož strýc Vidžaj Amritraž i otec Anand Amritraž byli indickými tenisty. Na okruzích začala používat dvojité příjmení Riskeová-Amritrajová. V červenci 2024 se do manželství narodila dcera Calen Ann Amritrajová.

## Tenisová kariéra
Hráčku z první světové desítky premiérově porazila ve třetím kole US Open 2013, když na ni uhrála jen tři gamy desátá žena klasifikace Petra Kvitová. Poprvé tak postoupila do osmifinále grandslamu.
Debutové finále na okruhu WTA Tour odehrála na Tianjin Open 2014 v čínském Tchien-ťinu. Po finálové výhře nad Švýcarkou Belindou Bencicovou vybojovala první kariérní titul. Následně zaznamenala sérii finálových porážek. Na čínském Shenzhen Open 2016 v Šen-čenu nestačila v závěrečném střetnutí na turnajovou jedničku Agnieszku Radwańskou. O rok později na Shenzhen Open 2017 ji ve čtvrtfinále porážku oplatila. Poprvé tak zdolala členku elitní světové pětky, když Polce patřilo 3. místo. Ve rozhodujícím duelu však nenašla recept na 20letou Češku Kateřinu Siniakovou. Již na travnatém AEGON Open Nottingham 2016 odešla z finále poražena od další české hráčky Karolíny Plíškové.
Ve druhém kole Miami Open 2018 si jako postupující kvalifikantka ve druhém kole poradila s francouzskou světovou sedmičkou Caroline Garciaovou. Ve třetí fázi ji vyřadila čínská kvalifikantka Wang Ja-fan až v tiebreaku rozhodující sady. Popáté v řadě odešla z turnaje WTA Tour jako poražená finalistka na antukovém Nürnberger Versicherungscupu 2018, kde podlehla 29leté Švédce Johanně Larssonové..
Druhou singlovou trofej trofej si odvezla z rosmalenského Libéma Open 2019, kde postoupila do finále přes Rusku Veroniku Kuděrmetovovou. V něm jako šedesátá první hráčka zdolala nizozemskou světovou čtyřku Kiki Bertensovou, ačkoli utržila v úvodní sadě „kanára“. V zápase odvrátila tři mečboly. Navázala tak na týden starý obhájený triumf z travnaté události ITF v Surbitonu.
Do prvního grandslamového čtvrtfinále dvouhry se probojovala ve Wimbledonu 2019, když v osmifinále poprvé v kariéře porazila světovou jedničku. Na její raketě dohrála Australanka Ashleigh Bartyová, přestože soupeřka vyhrála úvodní set. Riskeová na cestě do čtvrtého kola strávila na kurtu o více než pět hodin delší čas než australská favoritka. Ve čtvrtfinále z pozice padesáté páté tenistky světa podlehla 37leté světové desítce Sereně Williamsové. Její celkový předčtrvtfinálový čas strávený na dvorci, 9.05 hodiny, znamenal vůbec nejdelší časový interval od roku 2002. Přestože Williamsová hned v úvodu závěrečné sady ztratila podání, sérií tří dalších gamů si vypracovala náskok 3–1. Riskeová ještě dokázala srovnat, ale o postupu do dvanáctého wimbledonského semifinále Williamsová rozhodla prolomeným podáním v osmém gamu.

## Finále na okruhu WTA Tour

### Dvouhra: 13 (3–10)
| Legenda                                        |
| ---------------------------------------------- |
| Grand Slam (0)                                 |
| Turnaj mistryň (0)                             |
| Premier Mandatory & Premier 5 / WTA 1000 (0–1) |
| Premier / WTA 500 (0)                          |
| International / WTA 250 (3–9)                  |

| Stav       | č.  | datum              | turnaj                         | kategorie     | povrch    | soupeřka ve finále    | výsledek           |
| ---------- | --- | ------------------ | ------------------------------ | ------------- | --------- | --------------------- | ------------------ |
| Vítězka    | 1.  | 12. října 2014     | Tchien-ťin, Čína               | International | tvrdý     | Belinda Bencicová     | 6–3, 6–4           |
| Finalistka | 1.  | 9. ledna 2016      | Šen-čen, Čína                  | International | tvrdý     | Agnieszka Radwańská   | 3–6, 2–6           |
| Finalistka | 2.  | 11. června 2016    | Nottingham, Spojené království | International | tráva     | Karolína Plíšková     | 6–7(8–10), 5–7     |
| Finalistka | 3.  | 16. října 2016     | Tchien-ťin, Čína               | International | tvrdý     | Pcheng Šuaj           | 6–7(3–7), 2–6      |
| Finalistka | 4.  | 7. ledna 2017      | Šen-čen, Čína (2)              | International | tvrdý     | Kateřina Siniaková    | 3–6, 4–6           |
| Finalistka | 5.  | 26. května 2018    | Norimberk, Německo             | International | antuka    | Johanna Larssonová    | 6–7(4–7), 4–6      |
| Finalistka | 6.  | 5. ledna 2019      | Šen-čen, Čína                  | International | tvrdý     | Aryna Sabalenková     | 6–4, 6–7(2–7), 3–6 |
| Vítězka    | 2.  | 16. června 2019    | Rosmalen, Nizozemsko           | International | tráva     | Kiki Bertensová       | 0–6, 7–6(7–3), 7–5 |
| Finalistka | 7.  | 28. září 2019      | Wu-chan, Čína                  | Premier 5     | tvrdý     | Aryna Sabalenková     | 3–6, 6–3, 1–6      |
| Finalistka | 8.  | 19. září 2021      | Portorož, Slovinsko            | WTA 250       | tvrdý     | Jasmine Paoliniová    | 6–7(4–7), 2–6      |
| Vítězka    | 3.  | 12. listopadu 2021 | Linec, Rakousko                | WTA 250       | tvrdý (h) | Jaqueline Cristianová | 2–6, 6–2, 7–5      |
| Finalistka | 9.  | 15. ledna 2022     | Adelaide, Austrálie            | WTA 250       | tvrdý     | Madison Keysová       | 1–6, 2–6           |
| Finalistka | 10. | 12. června 2022    | Nottingham, Spojené království | WTA 250       | tráva     | Beatriz Haddad Maiová | 4–6, 6–2, 3–6      |

## Finále na okruhu ITF
| Dotace turnajů okruhu ITF | Dotace turnajů okruhu ITF |
| ------------------------- | ------------------------- |
| 100 000 $ tournaments     | 80 000 $ tournaments      |
| 75 000 $ tournaments      | 60 000 $ tournaments      |
| 50 000 $ tournaments      | 25 000 $ tournaments      |
| 15 000 $ tournaments      | 10 000 $ tournaments      |

### Dvouhra: 13 (9–4)
| Stav       | č. | datum             | turnaj                              | povrch | soupeřka ve finále   | výsledek            |
| ---------- | -- | ----------------- | ----------------------------------- | ------ | -------------------- | ------------------- |
| Finalistka | 1. | 1. června 2009    | Hilton Head Island, Spojené státy   | tvrdý  | Alexandra Müllerová  | 1–6, 6–3, 3–6       |
| Vítězka    | 1. | 5. října 2009     | Troy, Spojené státy                 | tvrdý  | Christina McHaleová  | 6–4, 2–6, 7–5       |
| Finalistka | 2. | 20. září 2010     | Saguenay, Kanada                    | tvrdý  | Rebecca Marinová     | 4–6, 7–6(4), 6–7(5) |
| Vítězka    | 2. | 4. října 2010     | Barnstaple, Spojené království      | tvrdý  | Johanna Larssonová   | 6–2, 6–0            |
| Vítězka    | 3. | 11. října 2010    | Joué-lès-Tours, Francie             | tvrdý  | Vesna Manasjevová    | 5–7, 6–4, 6–1       |
| Vítězka    | 4. | 18. října 2010    | Saint Raphaël, Francie              | tvrdý  | Urszula Radwańská    | 6–4, 6–2            |
| Finalistka | 3. | 8. května 2011    | Indian Harbour Beach, Spojené státy | antuka | Melinda Czinková     | 6–4, 1–6, 4–6       |
| Vítězka    | 5. | 16. října 2011    | Joué-lès-Tours, Francie             | tvrdý  | Akgul Amanmuradovová | 2–6, 6–2, 7–5       |
| Vítězka    | 6. | 6. listopadu 2011 | Nantes, Francie                     | tvrdý  | Iryna Brémondová     | 6–1, 6–4            |
| Finalistka | 4. | 21. července 2013 | Portland, Spojené státy             | tvrdý  | Kurumi Naraová       | 3–6 6–3 3–6         |
| Vítězka    | 7. | 4. června 2016    | Eastbourne, Spojené království      | tráva  | Tara Mooreová        | 4–6, 7–6(7–5), 6–3  |
| Vítězka    | 8. | 10. června 2018   | Surbiton, Spojené království        | tráva  | Conny Perrinová      | 6–2, 6–2            |
| Vítězka    | 9. | 9. června 2019    | Surbiton, Spojené království        | tráva  | Magdaléna Rybáriková | 6–7(7–5), 6–2, 6–2  |

### Čtyřhra: 4 (1–3)
| Stav       | č. | datum             | turnaj                            | povrch | spoluhráčka        | soupeřky ve finále                      | výsledek       |
| ---------- | -- | ----------------- | --------------------------------- | ------ | ------------------ | --------------------------------------- | -------------- |
| Vítězka    | 1. | 1. června 2009    | Hilton Head Island, Spojené státy | tvrdý  | Jacqueline Caková  | Natalie Pluskotová Caitlin Whoriskeyová | 6–3, 3–6, 10–6 |
| Finalistka | 1. | 20. července 2009 | Lexington, Spojené státy          | tvrdý  | Jacqueline Caková  | Čang Kchaj-čen Taťána Lužanská          | 3–6, 2–6       |
| Finalistka | 2. | 13. února 2011    | Midland, Spojené státy            | tvrdý  | Irina Falconiová   | Jamie Hamptonová Anna Tatišviliová      | bez boje       |
| Finalistka | 3. | 24. dubna 2011    | Dothan, Spojené státy             | antuka | Heidi El Tabakhová | Valerija Solovjovová Lenka Wienerová    | 3–6, 4–6       |

## Finále soutěží družstev: 2 (1–1)
| Výsledek   | č. | datum a místo konání                                                      | spoluhráčky                                            | soupeřky                                                                  | skóre        | zdroj  |
| ---------- | -- | ------------------------------------------------------------------------- | ------------------------------------------------------ | ------------------------------------------------------------------------- | ------------ | ------ |
| Vítězka    | 1. | Fed Cup 2017 11.–12. listopadu 2017 Minsk, Bělorusko tvrdý, Čižovka-Arena | Coco Vandewegheová Sloane Stephensová Shelby Rogersová | Bělorusko                                                                 | 3–2          | [ 17 ] |
| Vítězka    | 1. | Fed Cup 2017 11.–12. listopadu 2017 Minsk, Bělorusko tvrdý, Čižovka-Arena | Coco Vandewegheová Sloane Stephensová Shelby Rogersová | Aljaksandra Sasnovičová Aryna Sabalenková Věra Lapková Lidzija Marozavová | 3–2          | [ 17 ] |
| Finalistka | 1. | Fed Cup 2018 10.–11. listopadu 2018 Praha, Česko tvrdý, O2 arena          | Danielle Collinsová Sofia Keninová Nicole Melicharová  | Česko                                                                     | 0–3 (detail) | [ 18 ] |
| Finalistka | 1. | Fed Cup 2018 10.–11. listopadu 2018 Praha, Česko tvrdý, O2 arena          | Danielle Collinsová Sofia Keninová Nicole Melicharová  | Petra Kvitová Kateřina Siniaková Barbora Strýcová Barbora Krejčíková      | 0–3 (detail) | [ 18 ] |